# War (film 1911)
War è un cortometraggio muto del 1911 interpretato da Fred Walton. Del film non si conosce il regista. Venne prodotto dalla Vitagraph Company of America e distribuito dalla General Film Company, che lo fece uscire nelle sale l'8 dicembre 1911.

## Produzione
Il film fu prodotto dalla Vitagraph Company of America.

## Distribuzione
Distribuito dalla General Film Company, il film - un cortometraggio in una bobina - uscì nelle sale cinematografiche USA l'8 dicembre 1911.